# Mysidioides gillardini
Mysidioides gillardini är en insektsart som beskrevs av Synave 1973. Mysidioides gillardini ingår i släktet Mysidioides och familjen Derbidae. Inga underarter finns listade i Catalogue of Life.